# Johannes Cornelis Anceaux
Johannes Cornelis Anceaux (ur. 4 lipca 1920, zm. 6 sierpnia 1988) – holenderski językoznawca i antropolog, który prowadził szeroko zakrojone badania nad językami papuaskimi i austronezyjskimi.
Autor monografii poświęconych językom wolio, nimboran oraz językom wyspy Yapen. Sporządził także podstawowe opisy słownictwa języków indonezyjskiej Nowej Gwinei.

## Wybrana bibliografia
- Anceaux, Johannes Cornelis. 1958. Languages of the Bomberai Peninsula: Outline of a linguistic map. Nieuw-Guinea Studiën 2: 109–121.
- Anceaux, Johannes C. 1961. The linguistic situation in the islands of Yapen, Kurudu, Nau and Miosnum. (Verhandelingen ven het Koninklijk Instituut voor Taal-, Land- en Volkenkunde 35.) The Hague: Martinus Nijhoff.
- Anceaux, Johannes C. 1965. The Nimboran language. (Verhandelingen ven het Koninklijk Instituut voor Taal-, Land- en Volkenkunde 44.) The Hague: Martinus Nijhoff.
- Smits, Leo; Clemens L. Voorhoeve. (red.) 1994. The J. C. Anceaux Collection of Wordlists of Irian Jaya Languages B: Non-Austronesian (Papuan) Languages. Part I. Irian Jaya Source Material 9 Series B 3. Leiden-Jakarta: DSALCUL/IRIS.
- Smits, Leo; Clemens L. Voorhoeve. 1998. The J. C. Anceaux Collection of Wordlists of Irian Jaya Languages B: Non-Austronesian (Papuan) Languages. Part II. Irian Jaya Source Material 10 Series B 4. Leiden-Jakarta: DSALCUL/IRIS.